# Nati nel 1801
| Questa pagina contiene informazioni ricavate automaticamente dalle voci biografiche con l'ausilio del template Bio e di un bot. L'aggiornamento è periodico e automatico e ricostruisce completamente la pagina. Se manca una persona in questa lista, sei pregato di non aggiungerla, ma accertati piuttosto che la sua voce biografica contenga il template Bio e che i dati anagrafici siano correttamente compilati. Se il template Bio manca, inseriscilo tu stesso o, in alternativa, metti l'avviso {{tmp\|Bio}} che ne segnala la mancanza. Se i dati riportati sono sbagliati, correggi direttamente la voce biografica; le modifiche saranno visibili in questa lista entro pochi giorni. Per chiarimenti vedi il progetto biografie. La lista contiene solo le 324 persone che sono citate nell'enciclopedia e per le quali è stato implementato correttamente il template Bio. Pagina aggiornata al 18 ago 2025. |

## Gennaio(28)
- 6 gennaio - Louis-Édouard Cestac, presbitero francese († 1868)
- 11 gennaio - Honório Carneiro Leão, politico brasiliano († 1856)
- 13 gennaio - Faustino Sanseverino, nobile e politico italiano († 1878)
- 14 gennaio - Adolphe Théodore Brongniart, botanico francese († 1876)
- 14 gennaio - Jane Welsh Carlyle, scrittrice scozzese († 1866)
- 15 gennaio - Antoine Charma, filosofo, archeologo e paleografo francese († 1869)
- 15 gennaio - Antonio Ranza, vescovo cattolico italiano († 1875)
- 16 gennaio - Ewelina Hańska, nobile e letterata polacca († 1882)
- 17 gennaio - Henry Watkins Collier, politico statunitense († 1855)
- 17 gennaio - Elizabeth FitzClarence, nobildonna inglese († 1856)
- 19 gennaio - Giuseppe Balzaretto, architetto italiano († 1874)
- 20 gennaio - Hippolyte Bayard, fotografo francese († 1887)
- 21 gennaio - Matteo Annibale Arnaldi, generale italiano († 1859)
- 21 gennaio - John Batman, esploratore e imprenditore australiano († 1839)
- 21 gennaio - Christian Heinrich Grosch, architetto norvegese († 1865)
- 21 gennaio - Grigorij Lapčenko, pittore ucraino († 1876)
- 21 gennaio - Achille Murat, politico e militare statunitense († 1847)
- 22 gennaio - Friedrich Clemens Gerke, scrittore, giornalista e musicista tedesco († 1888)
- 24 gennaio - Pellegrino Canestri-Trotti, politico italiano († 1877)
- 24 gennaio - Félicie de Fauveau, scultrice francese († 1886)
- 25 gennaio - Henri de Brouckère, politico belga († 1891)
- 27 gennaio - Amedeo Carisio, militare italiano († 1858)
- 27 gennaio - Jenneval, attore teatrale e poeta francese († 1830)
- 27 gennaio - Laurent-Charles Maréchal, pittore e vetraio francese († 1887)
- 28 gennaio - Jean Victor Adam, pittore francese († 1867)
- 28 gennaio - Heinrich Franz Carl Billotte, pittore tedesco († 1892)
- 30 gennaio - Pierre-Jean De Smet, gesuita e missionario belga († 1873)
- 31 gennaio - François-Désiré Froment-Meurice, orafo francese († 1855)

## Febbraio(29)
- 1º febbraio - Thomas Cole, pittore inglese († 1848)
- 1º febbraio - Jean Théodore Lacordaire, entomologo belga († 1870)
- 1º febbraio - Adolf Fredrik Lindblad, compositore svedese († 1878)
- 1º febbraio - Émile Littré, lessicografo, filologo e filosofo francese († 1881)
- 1º febbraio - Auguste Walras, economista francese († 1866)
- 4 febbraio - Giuseppe Bianca, botanico italiano († 1883)
- 6 febbraio - Laure Cinti-Damoreau, soprano e compositrice francese († 1863)
- 6 febbraio - Thomas George Lyon-Bowes, Lord Glamis, nobile britannico († 1834)
- 7 febbraio - Wilhem de Haan, zoologo olandese († 1855)
- 9 febbraio - Numa Pompilio Tanzini, religioso italiano († 1848)
- 9 febbraio - Jan van der Hoeven, entomologo, botanico e zoologo olandese († 1868)
- 12 febbraio - Luigi Carrer, giornalista, scrittore e poeta italiano († 1850)
- 15 febbraio - Giuseppe Luigi Trevisanato, cardinale e patriarca cattolico italiano († 1877)
- 15 febbraio - Pietro Calà Ulloa, magistrato, politico e saggista italiano († 1879)
- 16 febbraio - Costantino di Hohenzollern-Hechingen, principe († 1869)
- 16 febbraio - Julius Theodor Christian Ratzeburg, entomologo, botanico e zoologo tedesco († 1871)
- 17 febbraio - Antonio Provolo, presbitero e educatore italiano († 1842)
- 18 febbraio - Leopoldo Pasqui, architetto e ingegnere italiano († 1876)
- 19 febbraio - Antonio Caimo Dragoni, politico italiano († 1877)
- 21 febbraio - Heinrich Leberecht Fleischer, arabista e orientalista tedesco († 1888)
- 21 febbraio - William George Hay, XVIII conte di Erroll, nobile e politico scozzese († 1846)
- 21 febbraio - Jan Křtitel Václav Kalivoda, compositore, violinista e direttore d'orchestra ceco († 1866)
- 21 febbraio - John Henry Newman, cardinale, teologo e filosofo britannico († 1890)
- 21 febbraio - Maddalena Pelzet, attrice teatrale italiana († 1854)
- 22 febbraio - Gustav Biedermann Günther, chirurgo tedesco († 1866)
- 22 febbraio - Saint-Marc Girardin, politico e scrittore francese († 1873)
- 23 febbraio - Filippo Luigi Polidori, scrittore italiano († 1865)
- 25 febbraio - Joseph Ginet, politico francese († 1872)
- 25 febbraio - Samuel Medary, politico statunitense († 1864)

## Marzo(26)
- 2 marzo - Alessandro Barnabò, cardinale italiano († 1874)
- 6 marzo - Ferdinando Vincenzo Giovanni Ginnari, patriota italiano
- 6 marzo - Louis de La Saussaye, numismatico e storico francese († 1878)
- 8 marzo - Giorgio Giuseppe Raimondi, patriota e nobile italiano († 1882)
- 13 marzo - Joseph von Berger, militare austriaco († 1889)
- 13 marzo - Vincenz Franz Kosteletzky, medico e botanico boemo († 1887)
- 13 marzo - Joseph Mazilier, ballerino e coreografo francese († 1868)
- 14 marzo - Benedetto Marzolla, cartografo e geografo italiano († 1858)
- 14 marzo - Kristjan Jaak Peterson, poeta estone († 1822)
- 15 marzo - George Perkins Marsh, politico e ambasciatore statunitense († 1882)
- 15 marzo - Coenraad Johannes van Houten, chimico e imprenditore olandese († 1887)
- 17 marzo - Domenico Piraino, politico italiano († 1864)
- 19 marzo - Salvadore Cammarano, librettista e commediografo italiano († 1852)
- 19 marzo - Heinrich Joseph Wetzer, orientalista tedesco († 1853)
- 19 marzo - Eduard Caspar Jacob von Siebold, ginecologo tedesco († 1861)
- 20 marzo - Charles La Trobe, politico britannico († 1875)
- 21 marzo - Maria Teresa d'Asburgo-Lorena, principessa austriaca († 1855)
- 23 marzo - Giovanni Domenico Mensini, vescovo cattolico italiano († 1858)
- 24 marzo - William Beauclerk, IX duca di St. Albans, nobile inglese († 1849)
- 24 marzo - Immanuel Nobel, ingegnere, architetto e inventore svedese († 1872)
- 26 marzo - Edelestand du Méril, filologo e paleografo francese († 1871)
- 26 marzo - Paolo Vimercati Sozzi, antiquario italiano († 1883)
- 27 marzo - Ferdinand von Mensshengen, diplomatico austriaco († 1885)
- 28 marzo - Juste Adrien Lafage, musicologo e compositore francese († 1862)
- 30 marzo - Johann Baptist Lüft, teologo tedesco († 1870)
- 31 marzo - Ferdinando Zannetti, medico e chirurgo italiano († 1881)

## Aprile(28)
- 3 aprile - Giovanni Gnifetti, alpinista e presbitero italiano († 1867)
- 3 aprile - Giovanni Rossi, medico italiano († 1853)
- 4 aprile - Antonio Arrivabene, politico italiano († 1877)
- 5 aprile - Félix Dujardin, zoologo e botanico francese († 1860)
- 5 aprile - Vincenzo Gioberti, presbitero, patriota e filosofo italiano († 1852)
- 6 aprile - William Hallowes Miller, mineralogista, cristallografo e fisico britannico († 1880)
- 8 aprile - Eugène Burnouf, storico delle religioni e orientalista francese († 1852)
- 8 aprile - Maria Carolina Ferdinanda d'Asburgo-Lorena, nobile austriaca († 1832)
- 10 aprile - Paul Devaux, politico belga († 1880)
- 10 aprile - Efisio Flores d'Arcais, politico italiano († 1858)
- 10 aprile - Matilde di Waldeck e Pyrmont, principessa tedesca († 1825)
- 12 aprile - Joseph Lanner, compositore e direttore d'orchestra austriaco († 1843)
- 13 aprile - Francesco Serra, militare e politico italiano († 1877)
- 14 aprile - Henry Dilworth Gilpin, politico statunitense († 1860)
- 14 aprile - Franz Tomaselli, cantante e attore teatrale austriaco († 1846)
- 15 aprile - Édouard Lartet, paleontologo, geologo e antropologo francese († 1871)
- 16 aprile - Luigi Vannicelli Casoni, cardinale e arcivescovo cattolico italiano († 1877)
- 18 aprile - Telemaco Buonaiuti, architetto italiano († 1881)
- 19 aprile - Gustav Theodor Fechner, psicologo e statistico tedesco († 1887)
- 20 aprile - John Stuart-Wortley-Mackenzie, II barone Wharncliffe, politico inglese († 1855)
- 20 aprile - Niccolò Vecchietti, latinista, scrittore e poeta italiano († 1871)
- 22 aprile - Fox Maule-Ramsay, XI conte di Dalhousie, nobile e politico scozzese († 1874)
- 23 aprile - Giuseppe Lamberti, patriota italiano († 1851)
- 24 aprile - Marthe-Camille Bachasson, politico francese († 1880)
- 26 aprile - Fëdor Solncev, archeologo e pittore russo († 1892)
- 27 aprile - Giulio Especo y Vera, militare spagnolo († 1883)
- 28 aprile - Anthony Ashley-Cooper, VII conte di Shaftesbury, politico e filantropo inglese († 1885)
- 29 aprile - Joseph Aschbach, storico e germanista tedesco († 1882)

## Maggio(22)
- 2 maggio - Louis Blanchenay, avvocato e politico svizzero († 1881)
- 4 maggio - George W. Towns, politico statunitense († 1854)
- 5 maggio - Pío Pico, politico statunitense († 1894)
- 6 maggio - Enrico Misley, avvocato e patriota italiano († 1863)
- 6 maggio - José Joaquín Pérez, diplomatico e politico cileno († 1889)
- 8 maggio - Vincenzo Ciccolo Rinaldi, vescovo cattolico italiano († 1874)
- 9 maggio - Samuel Cousins, incisore inglese († 1887)
- 9 maggio - Fanny Targioni Tozzetti, nobildonna italiana († 1889)
- 11 maggio - Adrien Berbrugger, archeologo e filologo francese († 1869)
- 11 maggio - Henri Labrouste, architetto francese († 1875)
- 12 maggio - Carlo Pezzani, avvocato e politico italiano († 1867)
- 13 maggio - Filiberto Mollard, generale italiano († 1873)
- 15 maggio - Joseph Ludwig Raabe, matematico svizzero († 1859)
- 16 maggio - William H. Seward, politico statunitense († 1872)
- 17 maggio - Michele Giuliani, chitarrista, compositore e insegnante italiano († 1867)
- 21 maggio - Angelo Bo, medico e politico italiano († 1874)
- 21 maggio - Sofia Guglielmina di Svezia, principessa svedese († 1865)
- 22 maggio - Marcantonio Durando, presbitero italiano († 1880)
- 23 maggio - Giacomo Paronuzzi, scultore, architetto e restauratore italiano († 1839)
- 25 maggio - Tommaso Antonio Maria Lanzilli, politico italiano († 1878)
- 27 maggio - Domenico Cosselli, basso-baritono italiano († 1855)
- 31 maggio - Johann Georg Baiter, filologo classico svizzero († 1877)

## Giugno(23)
- 1º giugno - Brigham Young, religioso statunitense († 1877)
- 2 giugno - Atanasio Cruz Aguirre, politico uruguaiano († 1875)
- 3 giugno - František Škroup, compositore e direttore d'orchestra ceco († 1862)
- 4 giugno - Michail Pavlovič Bestužev-Rjumin, rivoluzionario russo († 1826)
- 5 giugno - Ferdinand de Villeneuve, drammaturgo e librettista francese († 1858)
- 6 giugno - Jakob Robert Steiger, medico e politico svizzero († 1862)
- 7 giugno - Thomas Francis Marshall, politico e avvocato statunitense († 1864)
- 12 giugno - Brita Sofia Hesselius, fotografa e insegnante svedese († 1866)
- 14 giugno - Peter Wilhelm Lund, paleontologo, zoologo e archeologo danese († 1880)
- 15 giugno - Errico Berardi, patriota e politico italiano († 1862)
- 15 giugno - Carlo Cattaneo, patriota, filosofo e politico italiano († 1869)
- 18 giugno - Ruggero Blundo, vescovo cattolico italiano († 1888)
- 20 giugno - Lorenzo Granetti, medico e scrittore italiano († 1871)
- 21 giugno - Luigi Calamatta, incisore italiano († 1869)
- 24 giugno - Jørgen Sonne, pittore danese († 1890)
- 25 giugno - Antonio D'Antoni, compositore e direttore d'orchestra italiano († 1859)
- 25 giugno - Athanase Fouché, militare francese († 1886)
- 26 giugno - Alajos Pálffy, generale austro-ungarico († 1876)
- 27 giugno - Samuel Eccleston, religioso e arcivescovo cattolico statunitense († 1851)
- 29 giugno - Pietro Alfieri, musicologo, compositore e presbitero italiano († 1863)
- 29 giugno - Carlo di Prussia, principe prussiano († 1883)
- 29 giugno - Pedro Santana, politico dominicano († 1864)
- 30 giugno - Frédéric Bastiat, economista, scrittore e politico francese († 1850)

## Luglio(19)
- 1º luglio - Alfred Wilhelm Volkmann, fisiologo e filosofo tedesco († 1877)
- 2 luglio - Giuseppe Elena, incisore italiano († 1867)
- 4 luglio - Isabella Maria di Braganza, principessa portoghese († 1876)
- 5 luglio - David G. Farragut, ammiraglio statunitense († 1870)
- 8 luglio - Zénaïde Bonaparte, nobile francese († 1854)
- 11 luglio - John-Étienne Chaponnière, scultore svizzero († 1835)
- 14 luglio - Luigi Gentili, missionario italiano († 1848)
- 14 luglio - Jean-Joseph Laurens, pittore e litografo francese († 1890)
- 14 luglio - Johannes Peter Müller, anatomista, fisiologo e ittiologo tedesco († 1858)
- 15 luglio - Giuseppe Segusini, architetto e urbanista italiano († 1876)
- 16 luglio - Julius Plücker, matematico e fisico tedesco († 1868)
- 21 luglio - Carlo Arienti, pittore italiano († 1873)
- 21 luglio - Jules Pierre Rambur, medico e entomologo francese († 1870)
- 24 luglio - Ferdinand Dalberg-Acton, nobile britannico († 1837)
- 26 luglio - Maria Röhl, pittrice e miniaturista svedese († 1875)
- 27 luglio - George Biddell Airy, astronomo e matematico inglese († 1892)
- 29 luglio - Francesco Maria Correale di Terranova, imprenditore e politico italiano († 1884)
- 30 luglio - Louis Napoléon Lannes, diplomatico, politico e nobile francese († 1874)
- 31 luglio - Teresa Eustochio Verzeri, religiosa italiana († 1852)

## Agosto(19)
- 1º agosto - Emilio Santarelli, scultore italiano († 1886)
- 1º agosto - Philipp Spitta, poeta tedesco († 1859)
- 2 agosto - Cesare Costa, architetto italiano († 1876)
- 10 agosto - Christian Hermann Weisse, filosofo e teologo tedesco († 1866)
- 12 agosto - Ugo Bassi, presbitero e patriota italiano († 1849)
- 12 agosto - Julius Heinrich Petermann, orientalista tedesco († 1876)
- 12 agosto - William Mac Guckin de Slane, militare e arabista francese († 1878)
- 17 agosto - Fredrika Bremer, scrittrice e attivista svedese († 1865)
- 17 agosto - John Timbs, scrittore, editore e antiquario inglese († 1875)
- 19 agosto - Francesco Bomben, architetto e ingegnere italiano († 1875)
- 20 agosto - Francesco Stabile, compositore italiano († 1860)
- 21 agosto - Hippolyte Sebron, pittore e fotografo francese († 1879)
- 22 agosto - Giovanni Filippo Galvagno, avvocato e politico italiano († 1874)
- 26 agosto - Alessandro Cavagnari, magistrato e politico italiano († 1892)
- 26 agosto - Alessandro Puttinati, scultore italiano († 1872)
- 28 agosto - Arcisse de Caumont, archeologo, critico d'arte e storico francese († 1873)
- 28 agosto - Antoine Augustin Cournot, filosofo, matematico e economista francese († 1877)
- 28 agosto - Mattia Agostino Mengacci, vescovo cattolico italiano († 1872)
- 29 agosto - Michelangelo Grigoletti, pittore italiano († 1870)

## Settembre(24)
- 2 settembre - Tullio Dandolo, scrittore, storico e filosofo italiano († 1870)
- 2 settembre - Carlo Trenca, politico monegasco († 1853)
- 3 settembre - Christian Erich Hermann von Meyer, paleontologo tedesco († 1869)
- 7 settembre - Hortense Allart, scrittrice e saggista francese († 1879)
- 7 settembre - Giovanni Andrea Darif, pittore italiano († 1870)
- 8 settembre - Julien Philippe de Gaulle, storico francese († 1883)
- 9 settembre - Moritz Hermann von Jacobi, fisico e ingegnere prussiano († 1874)
- 10 settembre - Carlo Persoglio, magistrato e politico italiano († 1860)
- 12 settembre - Giuseppe Concone, compositore italiano († 1861)
- 14 settembre - William Mundy, politico inglese († 1877)
- 15 settembre - Giuseppe Ignazio Montanari, letterato italiano († 1871)
- 17 settembre - Edward William Lane, orientalista, arabista e traduttore britannico († 1876)
- 20 settembre - Alphons Seraph von Porcia, nobile e politico italiano († 1876)
- 21 settembre - Francesco Bulgarini, storico, politico e mecenate italiano († 1887)
- 24 settembre - Michail Ostrogradskij, matematico e fisico russo († 1862)
- 24 settembre - Pietro Paoletti, pittore italiano († 1847)
- 24 settembre - Tekla Ignat'evna Valentinovič, nobildonna russa († 1873)
- 24 settembre - Günther Federico Carlo II di Schwarzburg-Sondershausen, principe († 1889)
- 25 settembre - Eduard Knoblauch, architetto tedesco († 1865)
- 25 settembre - Nikolaj Nikolaevič Raevskij, nobile e generale russo († 1843)
- 27 settembre - Giovanni La Cecilia, scrittore, politico e rivoluzionario italiano († 1880)
- 28 settembre - Caterina Cittadini, religiosa italiana († 1857)
- 29 settembre - Michele Ferrucci, latinista e epigrafista italiano († 1881)
- 30 settembre - Jean-Léonard Lugardon, pittore svizzero († 1884)

## Ottobre(19)
- 4 ottobre - Federico di Sassonia-Altenburg, principe († 1870)
- 4 ottobre - Hector Horeau, architetto francese († 1872)
- 9 ottobre - Gioacchino Bellezza, militare italiano († 1887)
- 9 ottobre - Auguste de La Rive, fisico svizzero († 1873)
- 12 ottobre - Friedrich Frey-Herosé, politico e ufficiale svizzero († 1873)
- 13 ottobre - Quirinus Harder, architetto olandese († 1880)
- 14 ottobre - Joseph Plateau, fisico belga († 1883)
- 14 ottobre - Armand Trousseau, medico francese († 1867)
- 15 ottobre - Giuseppe Francesco Baruffi, presbitero, scrittore e naturalista italiano († 1875)
- 15 ottobre - Rifa'a al-Tahtawi, scrittore egiziano († 1873)
- 16 ottobre - Josip Jelačić, militare e politico († 1859)
- 18 ottobre - Vincenzo Spaccapietra, arcivescovo cattolico e missionario italiano († 1878)
- 18 ottobre - Justo José de Urquiza, generale e politico argentino († 1870)
- 21 ottobre - Carlo Bellosio, pittore italiano († 1849)
- 21 ottobre - Ludwig Imhoff, entomologo svizzero († 1868)
- 22 ottobre - Vladimir Ivanovič Dal', linguista e medico russo († 1872)
- 22 ottobre - Carl Jakob Sundevall, zoologo, ornitologo e aracnologo svedese († 1875)
- 23 ottobre - Gregorio De Filippis Delfico, politico, poeta e scrittore italiano († 1847)
- 23 ottobre - Albert Lortzing, compositore tedesco († 1851)

## Novembre(22)
- 2 novembre - Luigi Biraghi, presbitero italiano († 1879)
- 2 novembre - Giuseppangelo de Fazio, vescovo cattolico italiano († 1838)
- 3 novembre - Karl Baedeker, editore tedesco († 1859)
- 3 novembre - Vincenzo Bellini, compositore italiano († 1835)
- 3 novembre - Scipione Borghesi Bichi, imprenditore e politico italiano († 1877)
- 3 novembre - Ignazio Antonio I Samheri, patriarca cattolico ottomano († 1864)
- 7 novembre - Leonardo Moccia, vescovo cattolico italiano († 1852)
- 7 novembre - Robert Dale Owen, politico e diplomatico statunitense († 1877)
- 9 novembre - Adolphe Charles de Cauvigny, generale francese († 1889)
- 11 novembre - Alessandro Cenci Bolognetti, VI principe di Vicovaro, principe, militare e compositore italiano († 1872)
- 11 novembre - Friedrich Wilhelm Theile, anatomista e medico tedesco († 1879)
- 13 novembre - Amalia Augusta di Baviera, regina († 1877)
- 13 novembre - Elisabetta Ludovica di Baviera, regina († 1873)
- 14 novembre - Louis Marie Fontan, drammaturgo e giornalista francese († 1839)
- 14 novembre - Lorenzo Maddem, ingegnere italiano († 1891)
- 17 novembre - Eduard Gurk, pittore austriaco († 1841)
- 20 novembre - Mungo Ponton, chimico scozzese († 1880)
- 22 novembre - Jasper von Oertzen, politico tedesco († 1874)
- 23 novembre - Philip Gore, IV conte di Arran, nobile e diplomatico irlandese († 1884)
- 24 novembre - Ludwig Bechstein, scrittore tedesco († 1860)
- 25 novembre - Ignazio Porro, inventore, ottico e topografo italiano († 1875)
- 26 novembre - Édouard Spach, botanico francese († 1879)

## Dicembre(19)
- 1º dicembre - Lorenzo Barili, cardinale italiano († 1875)
- 3 dicembre - Pietro Luigi Speranza, vescovo cattolico italiano († 1879)
- 4 dicembre - Gabriele della Genga Sermattei, cardinale e arcivescovo cattolico italiano († 1861)
- 6 dicembre - Ernest le Pelley († 1849)
- 7 dicembre - Johann Nestroy, attore teatrale, commediografo e cantante lirico austriaco († 1862)
- 11 dicembre - Christian Dietrich Grabbe, drammaturgo e commediografo tedesco († 1836)
- 11 dicembre - Damaso Pareto, politico italiano († 1862)
- 11 dicembre - Jean-Baptiste François Pompallier, missionario e arcivescovo cattolico francese († 1871)
- 12 dicembre - Giovanni di Sassonia, sovrano tedesco († 1873)
- 15 dicembre - Giovanni Gorgone, medico e scienziato italiano († 1868)
- 19 dicembre - Luigi Strozzi, politico e militare italiano († 1868)
- 22 dicembre - Giuseppe Del Majno, violinista italiano († 1883)
- 23 dicembre - Marco Aurelio Zani de Ferranti, chitarrista, compositore e letterato italiano († 1878)
- 25 dicembre - Antonio Angeleri, pianista italiano († 1880)
- 26 dicembre - Francesco Conelli de' Prosperi, politico italiano († 1877)
- 28 dicembre - Agostino Mattoli, patriota e politico italiano († 1869)
- 28 dicembre - Franz Christoph von Rothmund, chirurgo tedesco († 1891)
- 30 dicembre - Guglielmo di Solms-Braunfels, militare prussiano († 1868)
- 31 dicembre - John Scott Porter, biblista e teologo irlandese († 1880)

## Senza giorno specificato(46)
- Venceslao Albani, politico e imprenditore italiano († 1885)
- Horatio Thomas Austin, esploratore britannico († 1865)
- Policarpo Bandini, politico italiano († 1874)
- Cesare Bettini, pittore e litografo italiano († 1855)
- Bocage, attore teatrale francese († 1863)
- Vincent Alexander Bochdalek, anatomista e patologo boemo († 1883)
- Hermann Friedrich Bonorden, micologo tedesco († 1884)
- Benedetto Bunico, politico italiano († 1863)
- Jean-Baptiste Capefigue, storico e giornalista francese († 1872)
- Lazare Hippolyte Carnot, politico francese († 1888)
- Godefroi Cavaignac, politico francese († 1845)
- Gaetano Ciandelli, musicista, violoncellista e insegnante italiano († 1865)
- Fanny Corri-Paltoni, soprano britannica († 1861)
- Saverio Crosa, politico italiano († 1900)
- Pedro Alexandrino da Cunha, militare, esploratore e politico portoghese († 1850)
- Thomas Dessoulavy, pittore inglese († 1869)
- Antonio Doria, patriota italiano († 1875)
- Auguste Dumont, scultore francese († 1884)
- Frederick Field, presbitero e teologo inglese († 1885)
- Aleksandr Ivanovič Gagarin, militare e nobile russo († 1857)
- Domenico Antonio Grillo, nobile, patriota e politico italiano († 1881)
- Alphonse Grün, avvocato francese († 1866)
- Albert Guillon, compositore francese († 1854)
- Étienne Leblond, ballerino francese († 1848)
- Angelo Lipparini, attore teatrale italiano († 1879)
- Ferdinando Magagnini, ebanista e architetto italiano († 1874)
- Shimun XVII Abraham, vescovo cristiano orientale siro († 1861)
- Girolamo Maria Marini, librettista italiano († 1867)
- Girolamo Pagliano, imprenditore e impresario teatrale italiano († 1881)
- Constantin Pecqueur, economista francese († 1887)
- Carlotta Polvaro, attrice teatrale italiana († 1851)
- Sof'ja Potocka, nobildonna polacca († 1875)
- Qudsia Begum di Bhopal, indiana († 1881)
- Lodovico Rastelli, liutaio italiano († 1878)
- Mary Anne Rawson, attivista britannica († 1887)
- Giuseppe Razzetti, pittore italiano († 1888)
- Giulia Rinieri de' Rocchi, nobildonna italiana († 1881)
- Aristide Timoteo Somis di Chavrie, politico italiano († 1860)
- Gaetano Strigelli, patriota italiano († 1862)
- Louisa Swain, attivista statunitense († 1880)
- Kitsos Tzavelas, patriota, politico e generale greco († 1855)
- Francesco Villa, economista italiano († 1884)
- Suzanne Voilquin, scrittrice francese († 1877)
- Pius Zingerle, orientalista austriaco († 1881)
- Kazasker Mustafa Izzet Efendi, compositore ottomano († 1876)
- İbrahim Sarim Pascià, politico ottomano († 1854)